# Calle 149–Grand Concourse (metro de Nueva York)
La Calle 149–Grand Concourse es una estación en la línea de la Avenida Jerome y la línea White Plains Road del Metro de Nueva York de la A del Interborough Rapid Transit Company. La estación se encuentra localizada entre Grand Concourse y Mott Haven en el Bronx entre la Calle 149 Este y Grand Concourse. La estación es servida las 24 horas por los trenes del Servicio  y  y todo el día a excepción de la madrugada en el Servicio .

## Línea de la Avenida Jerome
La Calle 149–Grand Concourse es una estación en la línea de la Avenida Jerome del Metro de Nueva York de la A del Interborough Rapid Transit Company. La estación se encuentra localizada en entre Grand Concourse y Mott Haven en el Bronx entre la Calle 149 Este y Grand Concourse. La estación es servida todo el día por los trenes del Servicio .

## Línea White Plains Road
La Calle 149–Grand Concourse es una estación en la línea de la Avenida Jerome del Metro de Nueva York de la A del Interborough Rapid Transit Company. La estación se encuentra localizada en entre Grand Concourse y Mott Haven en el Bronx entre la Calle 149 Este y Grand Concourse. La estación es servida las 24 horas por los trenes del Servicio  y .

La estación abrió como Mott Avenue el 10 de julio de 1905, y la Calle 149–Grand Concourse fue la primera estación subterránea en abrir en el Bronx.